# Hyposmocoma molluscivora
Hyposmocoma molluscivora je havajský motýl z čeledi zdobníčkovití, jehož housenky jsou dravé, loví za pomoci vláken suchozemské plže rodu Tornatellides (z čeledi Achatinellidae) a konzumují je.